# Dānesfahān
Dānesfahān (persiska: دانسفهان, دَنيسفَهان, دانِسفان) är en ort i Iran.   Den ligger i provinsen Qazvin, i den nordvästra delen av landet, 150 km väster om huvudstaden Teheran. Dānesfahān ligger 1 327 meter över havet och antalet invånare är 8 687.
Terrängen runt Dānesfahān är platt åt nordost, men åt sydväst är den kuperad.Runt Dānesfahān är det ganska tätbefolkat, med 108 invånare per kvadratkilometer. Närmaste större samhälle är Shāl, 10,1 km norr om Dānesfahān. Trakten runt Dānesfahān består i huvudsak av gräsmarker.